# Kina w Toruniu

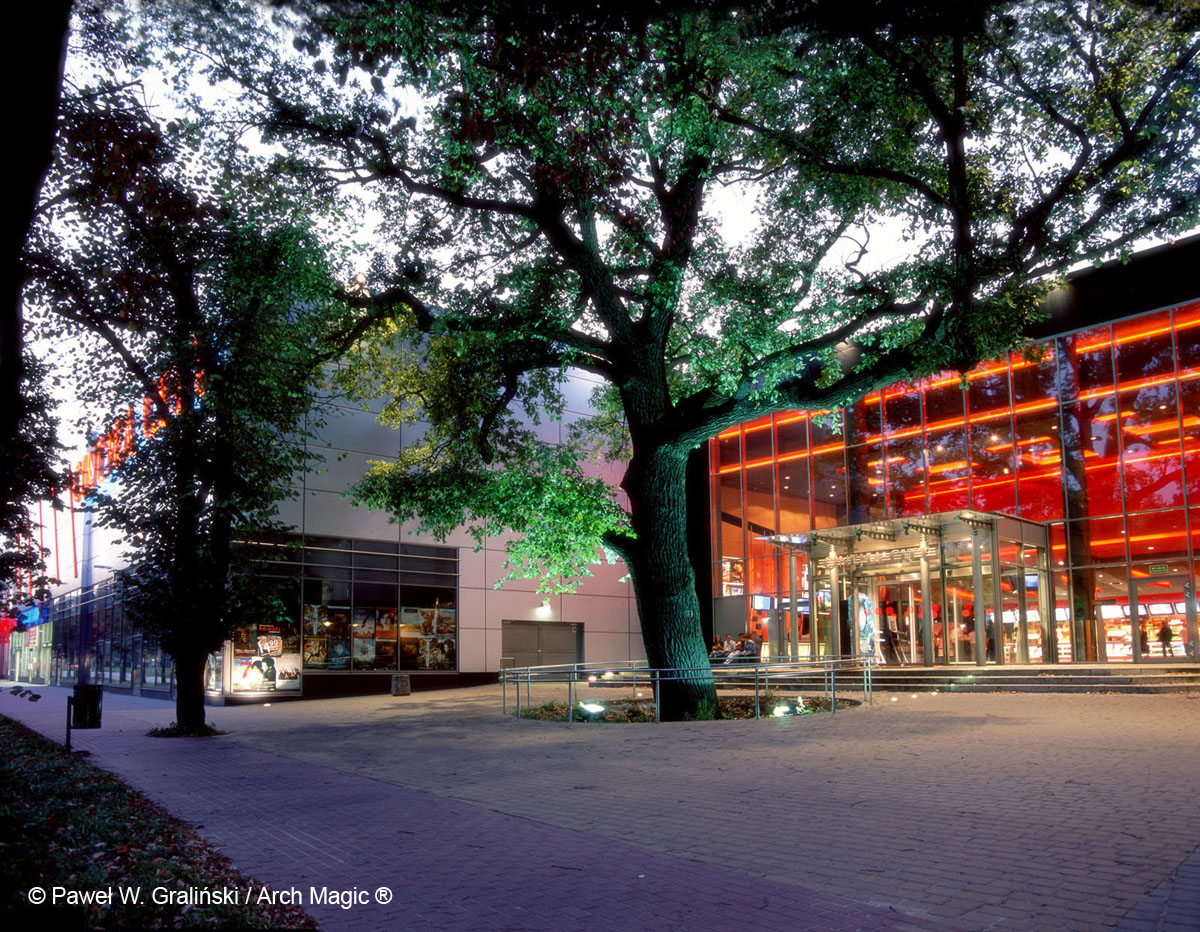
Kino Cinema City przy ul. Czerwona Droga w Toruniu

Kina w Toruniu – historia i działalność kin w Toruniu.
Pierwszy pokaz filmowy w Toruniu odbył się w 1897 roku. Pierwszym stałym kinoteatrem w Toruniu była założone 24 marca 1907 roku Kinematographen-Theater, mieszczące się w Viktoria Park (również: Victoria Park) przy skrzyżowaniu ul. Grudziądzkiej z Szosą Chełmińską. Jej założycielką była Joanna Łyskowska. Nie wiadomo, jak długo działało kino. Zdaniem regionalistki Katarzyny Kluczwajd Victoria Park mogło istnieć maksymalnie przez kilka miesięcy. Pierwszym miejskim kinem było Corso, mieszczące się w założonym w 1907 roku Theater Lebenden Photographien przy Rynku Nowomiejskim. Corso istniało do 1931 lub 1937 roku.
22 lutego 1928 roku przy ul. Strumykowej 3 swoją działalność rozpoczęło kino Lira. Kilka lat później kino zmieniło nazwę na As. Po II wojnie światowej kino zmieniło nazwę na Orzeł. W 1933 roku w Domu Żołnierza przy ul. Warszawskiej 11 uruchomiono kino Mars. W latach 60. zmieniło nazwę na Grunwald.
Po II wojnie światowej Pomorskie Zakłady Wytwórcze Aparatury Niskiego Napięcia zbudowały przy ul. Bydgoskiej dom kultury, w którym mieściło się kino Echo. 4 stycznia 1969 przy ul. Idzikowskiego otworzono kino Flisak. W latach 70. w Dzielnicowym Domu Kultury przy ul. Poznańskiej otworzono kino Semafor.
W latach 90. zamknięto kina: Echo, Flisak, Semafor. Na przełomie 2000 i 2001 roku powstało kino Nasze Kino. Działało ono do 2010 roku. Na skutek braku pieniędzy na generalny remont kamienicy, w której mieściło się kino Orzeł, w 2008 roku zostało ono zamknięte. W 2011 roku zamknięto kino Grunwald.
W 2019 roku w mieście funkcjonowały cztery kina, liczące łącznie 22 sale. Pod względem liczby miejsc dominują dwa multipleksy należące do spółki Cinema City. Większym z nich jest kino przy Czerwonej Drodze, liczące 12 sal i 2 495 miejsc. Multipleks ten był pierwszym obiektem tego typu w Toruniu. Zostało ono otwarte 26 maja 2005 roku. W Centrum Handlowym Plaza mieści się mniejszy multipleks, liczący 8 sal i 1 332 miejsc. Sale kinowe mieszczą się również w miejskich instytucjach kultury: w Centrum Sztuki Współczesnej Znaki Czasu (Kino Centrum), w Dworze Artusa (Artus Cinema; od 2014) oraz w Ratuszu Staromiejskim Muzeum Okręgowego w Toruniu. Ponadto w Akademickim Centrum Kultury i Sztuki „Od Nowa” znajduje się kino Niebieski Kucyk, a w dawnym kościele św. Trójcy kino Camerimage, należące do Europejskiego Centrum Filmowego Camerimage.